# Feg Murray
Feg Murray, właśc. Frederic Seymour Murray (ur. 15 maja 1894 w San Francisco, zm. 16 lipca 1973 w Monterey) – amerykański lekkoatleta (płotkarz), medalista olimpijski z 1920.
Na igrzyskach olimpijskich w 1920 w Antwerpii zdobył brązowy medal w biegu na 110 metrów przez płotki, za Earlem Thomsonem z Kanady i swym rodakiem Haroldem Barronem.
Był mistrzem Stanów Zjednoczonych (AAU) w biegu na 120 jardów przez płotki w 1915 oraz na 220 jardów przez płotki w 1915 i 1916, a także akademickim mistrzem USA (IC4A) na obu tych dystansach w 1916.
W 1916 ustanowił rekord życiowy w biegu przez płotki na dystansie 120 y wynikiem 15,0 s.
Studiował w Arts Students League w Nowym Jorku. Pracował jako rysownik i autor komiksów w gazetach amerykańskich, m.in. w Los Angeles Times.